# Manlio Brosio
Manlio Giovanni Brosio, född 10 juli 1897 i Turin, död 14 mars 1980 i Turin, var en italiensk advokat, diplomat, politiker och Natos fjärde generalsekreterare åren 1964 – 71.

## Biografi
Brosio föddes i Turin och studerade juridik vid stadens universitet. Under första världskriget tjänstgjorde han som artilleriofficer i vid ett alpinint regemente. Efter kriget tog han juristexamen och 1920 engagerade han sig i politiken, men stoppades senare på grund av sitt motstånd mot fascismen.
Han medverkade från 1923 i den antifascistiska Rivoluzione liberale och var dess politiske sekreterare åren 1924 – 26.
Under andra världskriget, efter de allierades invasion av Italien år 1943, gick han under jorden och blev senare medlem i den nationella befrielsekommittén i Rom. Han återgick till politiken efter kriget och blev vice premiärminister och försvarsminister. Han var då också sekreterare i liberala partiet.
I januari 1947 övergick Brosio till diplomatisk tjänst som ambassadör i Sovjetunionen, och var då delaktig i fredsförhandlingarna mellan länderna. År 1952 blev han Italiens ambassadör i Storbritannien och 1955 ambassadör i USA, och slutligen i Frankrike under åren 1961 – 64.
Den 12 maj 1964 valdes Brosio till att efterträda Dirk Stikker som Natos generalsekreterare, en post han höll till den 3 september 1971. Den 29 september samma år tilldelades han Presidential Medal of Freedom av USA:s dåvarande president Richard Nixon.
Manlio Brosio dog i Turin 1980.